# دیوار سدار
دیوار سدار یک بنای تاریخی مربوط به دوره حكومت عمانى ها در جنوب  است که در جاده بندرعباس، بندرلنگه، پنج کیلومتری شهر بندرخمیر، استان هرمزگان قرار دارد. این اثر در تاریخ ۲۵ آبان ۱۳۸۴ با شمارهٔ ثبت ۱۳۸۳۶ به‌عنوان یکی از آثار ملی ایران به ثبت رسیده‌است.